# 蔚翠花園

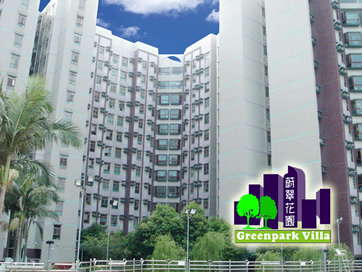
蔚翠花園標誌

蔚翠花園（英語：Greenpark Villa），位於香港新界上水吉祥街9號，是一個大型私人屋苑，由新鴻基地產所建。

## 簡介
蔚翠花園位於上水吉祥街9號，在上水及粉嶺邊沿地段，毗鄰欣翠花園及維也納花園。居民要轉乘村巴往火車站，而步行前往則要15分鐘。蔚翠花園所處為純住宅地段，四周種值了不少植物。居民日常購物可乘車往上水火車站及新都廣場一帶。
1999年及2000年，蔚翠花園分別接受香港電台電視部及無線新聞部採訪，並製作新聞專題，如新聞透視，講述有關平台漏水的情況。
蔚翠花園呎價基於2007-2011年本身大型改善計劃、平台漏水工程,、2010-2012年路政處隔音屏工程、2012年路政處行人路改善工程等而上升。這幾項工程令屋苑居住環境提升，平均呎價與同區頂級住宅差不多。

## 會所
會所設施包括：有游泳池、桑拿室、健身室、兒童遊樂場、空調閱讀室及自修室；並會定期舉辦活動，如水上嘉年華。

## 環保設計
蔚翠花園設有環保設計，並獲環保署嘉許，以下是相關資料：
- 規劃對象：道路交通噪音及九廣鐵路列車噪音
- 保護目標：伸延的鰭及隔音屏障
- 設計資料：隔音屏障：4-10分貝（A）
- 建築設計：伸延的鰭：2-4分貝（A）

## 2008-2013年蔚翠花園大型改善計劃
2008-2013年蔚翠花園大型改善計劃是一個大型工程，支出近1億，包括平台漏水工程、園景設計工程、遊樂場設計工程、更換蔚翠花園全車隊的車為歐盟五型排氣標準的村巴、會所翻新等過百個項目。
由於因平台漏水而進行工程，工程分4期進行，由2008年5月12日至2010年1月30日，但施工時間卻嚴重超出預期，現時至少要到2013年才完成，並需要封閉平台進行工程，工程費用8,600萬元。平台基本設施由新昌工程負責，園景設計由琦?園景公司負責，遊樂場設計由顯飛康樂公司負責，總工程監工和顧問由譚天瑞顧問公司，遊樂場石屎台由新昌工程負責，總電力工程由譚天瑞顧問公司和新昌工程負責。
工程進行期間，新昌的一名泥水主管請了三名黑工。在1月10日，警方在蔚翠花園拘捕了三名黑工和泥水主管，事件亦被報章所報道。
工程後的特色如下：
- 加設花園射燈
- 加設流水瀑布
- 加設平台中央廣場
- 游泳池加入海底元素和圖案

## 業主立案法團
蔚翠花園設有業主立案法團，現已是第七屆，主席為黃瑞儀女士,。現在業主立案法團的資金短缺，但有5500萬元已撥為平台維修資金。

## 管理公司
蔚翠花園曾經將保安工作外判予康業管理公司及威格斯管理公司，但兩者均有管理不善的問題，導致居民不滿。

### 康業事件
2001年，康業管理公司因管理不善，出現了多項失誤，包括：
- 平台的保安問題，在它執業期間，出現了多宗偷竊案。
- 未能解決泳池、噴水池的漏水問題。
- 多宗投訴遭到忽視[2]。

### 威格斯事件
在威格斯管理公司的管理下出現了多項重大管理失當事件：
- 欠下陽光巴士村巴的服務費共80萬元，須由業主立案法團出資。
- 仍未能解決泳池、噴水池的漏水問題。
- 出現了差別服務，如在工作時間幫關係較好的業主搬運，此舉令到其它業主覺得不公[3]。

### 置邦管理公司
2006年，置邦管理公司接手管理蔚翠花園，不能解決多項問題：
- 不能解決泳池、噴水池的漏水問題。
- 服務差[4]。

## 外部連結
- 蔚翠花園居民網網站
- 蔚翠花園公開網[]
- 蔚翠花園facebook專頁
- 蔚翠花園facebook
- 蔚翠花園facebook群組
- 蔚翠花園手機版[]
- 蔚翠花園"Talk ! 討論區"[]